# Chaceon granulatus
Chaceon granulatus is een krabbensoort uit de familie van de Geryonidae. De wetenschappelijke naam van de soort is voor het eerst geldig gepubliceerd in 1978 door Sakai.